# Go-Tsuchimikado
 Go-Tsuchimikado, född 1442, död 1500, var regerande kejsare av Japan mellan 1464 och 1500.